# 秋北バス事件
秋北バス事件（しゅうほくバスじけん）とは就業規則が法的規範か労働契約かが争われた就業規則改正無効確認訴訟。

## 概要
秋田県のバス会社である秋北バスは1957年4月1日に就業規則を改正し、新たに「従業員は満50歳、主任以上は満55歳をもって定年とする」と規定を設けた。それにより、大舘営業所次長だったXは同月25日付で55歳の定年に達したことを理由に退職となった。Xはこれを不服として「従業員の同意を得ないで労働条件を低下させるよう就業規則の改正を行ったことは無効である」として就業規則改正無効の訴えを起こした。
1962年4月に秋田地裁は「使用者が一方的に変更できる就業規則は、既存の労働契約に比べて、労働者に不利益に変更される場合は、労働者の同意がなければならない」として、Xの言い分を認めた。秋北バスは控訴し、1964年12月に仙台高裁秋田支部は「就業規則は、使用者が経営権に基づいて、自由に制定、変更できる。従業員の同意は必要ではない。」として地裁判決を破棄しXの訴えを棄却した。
Xは上告したものの、1968年12月25日に最高裁は以下のように労働条件を定型的に定めた就業規則はそれが合理的な労働条件を定めているものであるかぎり、その就業規則によるという事実たる慣習が成立しているものとしてその法的規範性を認められるとして就業規則の法的性質について判示し、定年制についても人事の刷新、経営の改善等企業組織運営の適正化のために一般的に不合理な制度とはいえないとして、法的効力を承認して上告を棄却し、Xの敗訴が確定した。
- 就業規則は、当該事業場内での社会的規範であるだけでなく、それが合理的な労働条件を定めているものである限り、法的規範としての性質を認められる[4]。
- 使用者が、新たな就業規則の作成または変更によって、労働者の既得の権利を奪い、労働者に不利益な労働条件を一方的に課することは、原則として許されないが、当該規則条項が合理的なものである限り、個々の労働者においてこれに同意しないことを理由として、その適用を拒むことは許されない[4]。
- 従来停年（定年）制のなかった主任以上の職にある被用者に対して、使用者会社がその就業規則であらたに55歳の停年制を定めた場合において、同会社の一般職種の被用者の停年が50歳と定められており、また、この改正にかかる規則条項において、被解雇者に対する再雇用の特則が設けられ、これによって生ずる苛酷な結果を緩和するみちが講ぜられている等の事情があるときは、この改正条項は、同条項の改正後直ちにその適用によつて解雇されることになる被用者に対しても、その同意の有無にかかわらず、効力を有するものと解すべきである[4]。

最高裁は就業規則変更により変更された条項が合理的なものである限り、個々の労働者がこれに同意しないことを理由として、その適用を拒否することは許されないと判示し、就業規則が労働者の合意なく不利益に変更されたとしても、その変更が合理的であれば就業規則としての法的拘束力を持つとの見解に立った。
就業規則が当事者を拘束するか否かについては、法規説（就業規則それ自体が法規範として拘束力をもつという立場）と契約説（就業規則は労働契約の内容になることにより初めて法的拘束力をもつという立場）に分かれていた。最高裁はこれに独自の見解を示し「合理的な労働条件を定めているものであるかぎり、事実たる慣習が成立しているものとしてその法的規範性が認められる」との立場を示した。
秋北バス事件の判例の立場を受け、のちに制定された労働契約法では第7条及び第10条で、就業規則が定める労働条件が合理的であることを要件の一つとして定めている。